# 더글러스 제라드
더글러스 제라드(Douglas Gerrard, 1891년 8월 12일 ~ 1950년 6월 5일)는 아일랜드의 영화 감독, 배우이다.
더블린에서 태어났으며 할리우드에서 사망하였다. 사인은 심근 경색이다.

## 영화
- 거짓 편지 (1948년)
- 아일랜드의 운수 (1948년)
- 쇼킹 미스 필그림 (1947년)
- 불멸의 몬스터 (1942년)
- 로이드의 런던 (1936년)
- 맨하튼 퍼레이드 (1931년)
- 공공의 적 (1931년)
- 스윗 키티 벨라스 (1930년)
- 더 덤 걸 오브 포르티치 (1916년)